# ダヴィッド・ディ・ドナテッロ脚本賞
ダヴィッド・ディ・ドナテッロ脚本賞（David di Donatello per la migliore sceneggiatura）はダヴィッド・ディ・ドナテッロ賞の部門の一つ。  1975年に設置され、2016年まで授与された。 
2017年に廃止され、代わってオリジナル脚本賞と脚色賞が授与されることとなった。 

## 受賞者一覧

### 1970年代
- 1975年：アージェ＝スカルペッリ（『人気小説』）
- 1976年：アルベルト・ベヴィラックア、ニーノ・マンフレディ（『Attenti al buffone』）
- 1977年：レオ・ベンヴェヌーティ、ピエロ・デ・ベルナルディ（『La stanza del vescovo』）
- 1978年：該当なし
- 1979年：該当なし

### 1980年代
- 1980年：該当なし
- 1981年：トニーノ・ゲラ、フランチェスコ・ロージ（『Tre fratelli』）
- 1982年：セルジオ・アミデイ、マルコ・フェレーリ（『町でいちばんの美女／ありきたりな狂気の物語』）
- 1983年：セルジオ・アミデイ、エットレ・スコラ（『Il mondo nuovo』）
- 1984年：フェデリコ・フェリーニ、トニーノ・グエッラ（『そして舟は行く』）
- 1985年：パオロ・タヴィアーニ、ヴィットーリオ・タヴィアーニ、トニーノ・グエッラ（『カオス・シチリア物語』）
- 1986年：レオ・ベンヴェヌーティ、スーゾ・チェッキ・ダミーコ、ピエロ・デ・ベルナルディ、マリオ・モニチェッリ、トゥリオ・ピネッリ（『女たちのテーブル』）
- 1987年：ルッジェーロ・マッカリ、フリオ・スカルペッリ、エットレ・スコラ（『ラ・ファミリア』）
- 1988年：レオ・ベンヴェヌーティ、ピエロ・デ・ベルナルディ、カルロ・ヴェルドーネ（『Io e mia sorella』）

　　　　　　ベルナルド・ベルトルッチ、マーク・ペプロー（『ラストエンペラー』）
- 1989年：フランチェスカ・アルキブージ、グロリア・マラテスタ、クラウディア・ズバリージャ（『ミニョンにハートブレイク』）

### 1990年代
- 1990年：プーピ・アヴァーティ（『いつか見た風景』）
- 1991年：サンドロ・ペトラリア、ステファノ・ルッリ、ダニエーレ・ルケッティ（『Il portaborse』）

　　　　　　マウリツィオ・ニケッティ、グイド・マヌーリ（『Volere volare』 ）
- 1992年：カルロ・ヴェルドーネ、フランチェスカ・マルチャーノ（『Maledetto il giorno che t'ho incontrato』）
- 1993年：フランチェスカ・アルキブージ（『かぼちゃ大王』）
- 1994年：ウーゴ・キーティ、ジョヴァンニ・ヴェロネージ（『Per amore, solo per amore』）
- 1995年：アレッサンドロ・ダラトリ（『アパッショナート』）

　  　　　　  ルイジ・マーニ、カーラ・ビスタリーニ（『Nemici d'infanzia』）
- 1996年：フリオ・スカルペッリ、ウーゴ・ピッロ、カルロ・リッツァーニ（『Celluloide』）
- 1997年：ファビオ・カルピ（『Nel profondo paese straniero』）
- 1998年：ヴィンチェンツォ・チェラーミ、ロベルト・ベニーニ（『ライフ・イズ・ビューティフル』）
- 1999年：ジュゼッペ・ピッチョーニ、グアルティエロ・ロゼッラ、ルチア・ゼイ（『もうひとつの世界』）

### 2000年代
- 2000年：ドリアーナ・レオンデフ、シルヴィオ・ソルディーニ（『ベニスで恋して』）
- 2001年：クラウディオ・ファーヴァ、モニカ・ザッペッリ、マルコ・トゥリオ・ジョルダーナ（『ペッピーノの百歩』）
- 2002年：エルマンノ・オルミ（『ジョヴァンニ』）
- 2003年：マッテオ・ガッローネ、マッシモ・ガウディオーゾ、ウーゴ・キーティ（『剥製師』）
- 2004年：サンドロ・ペトラリア、ステファノ・ルッリ（『輝ける青春』）
- 2005年：パオロ・ソレンティーノ（『愛の果てへの旅』）
- 2006年：ステファノ・ルッリ、サンドロ・ペトラリア、ジャンカルロ・デ・カタルド、ミケーレ・プラチド（『野良犬たちの掟』）
- 2007年：ダニエーレ・ルケッティ、サンドロ・ペトラリア、ステファノ・ルッリ（『マイ・ブラザー』）
- 2008年：サンドロ・ペトラリア（『湖のほとりで』）
- 2009年：マウリツィオ・ブラウッチ、ウーゴ・キーティ、ジャンニ・デ・グレゴリオ、マッテオ・ガッローネ、マッシモ・ガウディオーゾ、ロベルト・サヴィアーノ（『ゴモラ』）

### 2010年代
- 2010年：フランチェスコ・ブルーニ、フランチェスコ・ピッコロ、パオロ・ヴィルズィ（『はじめての大切なもの』）
- 2011年：マリオ・マルトーネ、ジャンカルロ・デ・カタルド（『われわれは信じていた』）
- 2012年：パオロ・ソレンティーノ、ウンベルト・コンタレッロ（『きっと　ここが帰る場所』）
- 2013年：ロベルト・アンドー、アンジェロ・パスクイーニ（『ローマに消えた男』）
- 2014年：フランチェスコ・ピッコロ、フランチェスコ・ブルーニ、パオロ・ヴィルズィ（『人間の値打ち』）
- 2015年：フランチェスコ・ムンズィ、ファブリツィオ・ルッジレッロ（死後受賞）、マウリツィオ・ブラウッチ（『黒の魂』）
- 2016年：パオロ・ジェノヴェーゼ、フィリッポ・ボローニャ、パオロ・コステッラ、パオラ・マンミーニ、ローランド・ラヴェッロ（『おとなの事情』）